# Heo Ga-yoon
Heo Ga-yoon (Seúl; 18 de mayo de 1990) es una cantante surcoreana. Fue miembro de la girl band 4Minute, formada por Cube Entertainment, desde 2009 hasta la disolución del grupo en 2016; donde se desempeñó como vocalista principal. También formó parte de la subunidad del grupo, 2Yoon, junto con Jiyoon en 2013.

## Biografía
Gayoon nació en Seúl.
Se graduó de la secundaria Dong Duke y actualmente asiste a la Universidad Dongguk.
Recibió el 2° lugar en el "certamen de mejor cantante" de SM.

## Carrera

### 2008: Predebut
Ga Yoon apareció en el video musical de Mario "I'm Yours" el 4 de noviembre de 2008 junto a Seulong de 2AM.

### 2009: Debut con 4Minute
En 2009, Cube Entertainment anunció que Ga Yoon sería un miembro del primer grupo de chicas de la agencia, 4Minute, junto con Jeon Ji yoon, Kwon So-hyun, Kim Hyun-ah y Nam Ji-hyun. Cube Entertainment lanzó un teaser para su primer sencillo "Hot Issue" el 10 de junio, el cual salió a la venta el 18 de junio. Luego de su lanzamiento el grupo promocionó la canción durante la mitad del mes de agosto. Gayoon desde entonces, fue la vocalista principal del grupo.

### 2010–2012: Actividades como solista y debut como actriz
El 11 de febrero de 2010 Ga Yoon representó la banda sonora para The Woman Who Still Wants To Marry, cantando a dúo con Han Ye-ji en  "One Two Three".
En octubre de 2010, Heo Ga Yoon fue una de las veinte ídolos de diferentes grupos de corea del sur que grabaron la canción "Let's Go, con el propósito de aumentar la participación pública en el 2010 G-20 Seoul summit.
Ga Yoon grabó "Wind Blow" para la banda sonora de MBC  My Princess. La canción fue lanzada el 5 de enero de 2011.
También grabó "Shameless Lie" para el sound track de SBS Lie To Me la cual fue compuesta por Jadu y E-Tribe. La canción fue lanzada el 17 de mayo de 2011
Debutó como actriz en el dorama "I’m a Flower Too", el 16 de octubre.
El 24 de octubre de 2011, lanzó su primer OST "I Think It Was a Dream" para el dorama Poseidon de la KBS.
En mayo de 2012, Gayoon representó el rol de Hyun Kyung, el líder de grupo más popular de los 80's en el drama "Light and Shadow" de la MBC.

### 2012–2013: Debut con 2YOON
A finales de 2012, Cube Entertainment anunció que 4Minute lanzaría su primera subunidad; la cual estaría formada por GaYoon y JiYoon (las vocalistas principales del grupo), llamada Double Yoon (2Yoon). La subunidad lanzó su primer miniálbum el 17 de enero de 2013, titulado Harvest Moon, con «24/7» como sencillo principal.

### 2016–presente: Disolución de 4Minute y cambio de agencia
El 12 de junio de 2016 se anunció la disolución del grupo después de 7 años de vida. Luego de la disolución, Gayoon no renovó contrato con Cube Entertainment, dejando también la agencia.
El 14 de octubre, una fuente de la agencia BS Company anunció que Gayoon había firmado con dicha agencia un contrato como actriz.

## Discografía

### Apariciones en soundtracks y solos
| Año  | Título                                | Canción                                 | Duración | Artista                                                             |
| ---- | ------------------------------------- | --------------------------------------- | -------- | ------------------------------------------------------------------- |
| 2009 | What I Want To Do Once I Have A Lover | "What I Want To Do Once I Have A Lover" | 03:28    | Dueto con Yoseob de Beast                                           |
| 2009 | Heart Damage                          | "Heart Damage"                          | 03:22    | Dueto con Yong Junhyung de Beast                                    |
| 2010 | The Woman Who Still Wants To Marry    | "One Two Three"                         | 03:33    | Dueto con Han Ye Ji                                                 |
| 2010 | Bad Guy Good Girl                     | "Bad Guy Good Girl"                     | 03:08    | Dueto con Sunny Side                                                |
| 2011 | My Princess                           | "Wind Blow"                             | 04:11    | Solo                                                                |
| 2011 | Lie To Me                             | "Shameless Lie"                         | 04:15    | Solo                                                                |
| 2011 | Poseidon                              | "I Think It Was a Dream"                | 03:59    | Solo                                                                |
| 2012 | Road For Hope                         | "Be Alright"                            | 04:06    | colaboración con Yang Yoseob de Beast, G.NA y Lee Changseob de BtoB |

## Filmografía

### Películas
- Father, Daughter (아빠는 딸; 2016).

### Series de televisión
- Me Too, Flower! (나도, 꽃!; 2011).
- Lights and Shadows (빛과 그림자, 2011-2012).
- My Friend Is Still Alive (내 친구는 아직 살아있다; 2013).
- Let's Eat 2 (식샤를 합시다 2; 2015).

### Apariciones en programas de televisión
| Año              | Programa        | Cadena | Notas                       |
| ---------------- | --------------- | ------ | --------------------------- |
| 2013, 2014, 2015 | Hello Counselor | KBS2   | Invitada, Ep. 109, 169, 211 |

### Apariciones en videos musicales
| Año  | Título                     | Artista                          | Rol                               |
| ---- | -------------------------- | -------------------------------- | --------------------------------- |
| 2008 | "I'm Yours"                | Mario                            | Ella misma                        |
| 2010 | "Bad Guy Good Girl" Ver. 2 | Sunny Side                       | Ella misma                        |
| 2010 | "Let's Go"                 | G20 Summit Artists (Group of 20) | Ella misma                        |
| 2013 | "Right There"              | Shin Ji Hoon(신지훈)             | Alguien más, nunca más ella misma |